# La Radio de la mer
 (novembre 2020).
La Radio de la mer est initialement une radio thématique française sur le monde maritime avec une programmation lounge, chill-out et soft-pop. Ses studios se trouvent à Paris.
Créée en 2003 par Jean-Michel Brosseau, La radio de la mer est diffusée sur la bande FM dans plusieurs villes bordant le littoral, notamment sur les côtes du Nord-Ouest de la France. La Radio de la mer, entre-temps rachetée par le groupe Contact, est ensuite vendue à AWPG (Arthur World Participation Group), propriété de l'animateur Arthur.
La Radio de la mer a fonctionné pendant un temps en syndication avec OÜI FM (radio rock) sur l'ensemble du territoire français, jusqu'en 2019.

## Histoire

### Ère « La radio de la mer »

#### Diffusion de la radio
La Radio de la Mer créée en 2003 par Jean-Michel Brosseau est d'abord exclusivement diffusée par internet. Des projets d'émetteurs FM à Groix et à Sarzeau, dans le Morbihan, tournent court. La radio émet toutefois en temporaire sur la bande FM, à Lorient du 01/01/04 au 30/06/04, sur le 99.90 avec une puissance de 50W depuis le site TDF de la poudrière. La radio se voit alors autorisée sur les ondes moyennes avec l'obtention de plusieurs fréquences dans la bande AM dans les villes de Paris, Brest, Montpellier, Marseille, Bastia et Lorient. 
La station diffuse ses programmes en AM dans la seule ville de Paris et sa banlieue pour plusieurs mois,, mais n'a jamais démarré ses émetteurs dans les autres villes en province. La fréquence AM de Montpellier sur 1071 kHz, n'a quant à elle jamais pu être mise en service, à cause d'un problème de brouillage avec une radio espagnole.
En 2007, lors d'appels à candidature de fréquences FM (plan FM 2006), la station décroche, dans un premier temps, trois fréquences dans l'ouest de la France, à Lorient, Brest et les Sables-d'Olonne, puis en août 2008 à Dunkerque, Boulogne-sur-Mer, Cherbourg, Fécamp et Granville.

#### Musique
Le format d'origine axé sur de la musique ambient, lounge, chill-out, pop, évolue en juillet 2009[réf. souhaitée], lors du rachat de la station par le groupe Contact. La programmation musicale devient destinée à un public lambda. La station se met alors à diffuser des tubes d'hier et d'aujourd'hui, avec une play-list pop, variété et rock.
La radio, est reformatée par Remy Jounin, ainsi que par David Batiste qui fabrique le format musical, remplacé ensuite par Yann Brunissen[réf. nécessaire].

#### Aspects commerciaux
Le 1er juillet 2010, la radio intègre Les Indés Radios et de la publicité arrive alors à l'antenne.  
Le 21 octobre 2010, au salon de la radio, La Radio de la Mer est élue 3e "Radio régionale de l'Année", sur les critères : Développement Technique, Création de Contenu, Développement Stratégique, Création d'événementiel, Notoriété/Buzz, Innovation.  
Fin février 2011, face aux importantes pertes financières de son actionnaire principal le groupe Contact décide de vendre. Dans le même temps, la station arrête d’organiser et de diffuser « Le Café de la Marine ». L'émission sera finalement reprise par le journal le Télégramme et diffusée sur la TNT sur sa chaîne Tébéo. 

### Syndication avec OÜI FM
Début mars, la Radio de la Mer arrête ses émissions en FM brutalement. Le flux audio (stream internet) est arrêté à son tour le 27 mars 2011.
Ce même mois de mars 2011, le CSA autorise une reprise de La radio de la mer par Ouï FM (AWPG) sous la forme d'une syndication des programmes. La radio de la mer devra conserver son identité marine et un fort programme local, mais devra apparaître comme « La radio de la mer, programme Ouï FM ».
La remise en service des émetteurs FM prévue le 16 mars 2011 est reportée. L'arrêt total de la radio sur les ondes durera ainsi près d'un mois avant sa remise en service en FM le 8 avril 2011, sous son nouveau nom « La radio de la mer, programme Ouï FM ».

### Fin de la syndication
En avril 2014, le Conseil d'État a annulé la syndication entre Oüi Fm et la Radio de la Mer, alors que la station revendique 50 000 auditeurs quotidiens et atteint un beau score de 4 points d'audience à Brest. Le Syndicat des radios nationales (SRN), qui regroupe les principales radios privées nationales privées (NRJ, RTL...) estimait que le CSA avait commis un excès de pouvoir en signant une nouvelle convention, et que la Radio de la Mer aurait dû rendre son autorisation compte tenu de l’ampleur du changement dans sa programmation (musicale, thématique). Le Conseil d’Etat est donc allé dans son sens. Il a estimé que « le CSA a commis une erreur manifeste d’appréciation en estimant que ces modifications ne justifiaient pas, dans les circonstances de l’espèce, un retrait des autorisations dont bénéficiait La Radio de la Mer ».
En mars 2015, le groupe AWGP (Ouï FM), décide ne plus continuer à réaliser un programme spécifique pour La Radio de la Mer. Les fréquences sont ainsi abrogées à Lorient, Les Sables-d’Olonne, Brest, Dunkerque, Boulogne-sur-Mer, Cherbourg, Granville et Fécamp. Ces huit fréquences représentent toutes les fréquences de la radio, et de ce fait, la radio ne pourra plus émettre, lorsque les fréquences auront atteint leur date fin de validité (le 12 mai 2017), ou lorsque le CSA aura attribué à de nouveaux opérateurs les fréquences.
Le but de la manœuvre, est simplement de rendre les fréquences passives (sans décrochage multi-villes) et ainsi de diffuser le programme national de Ouï FM. Seul un appel à candidature, lancé par le CSA, peut valider ce choix.
Après plusieurs appels à candidatures en 2015/2016, les fréquences de Brest, Lorient, Granville, Fécamp et Cherbourg diffuseront le programme de Ouï FM en passif en 2017. La fréquence de Dunkerque n'est pas encore définie. Le 106.3 des Sables d'Olonne diffuse quant à lui Radio Côte d'Amour, sans lien avec Ouï FM.
En date du 30 septembre 2017, seules deux fréquences diffusent encore le programme de La Radio de La Mer. Les émetteurs qui opèrent permettent la diffusion sur Dunkerque et sur Boulogne-sur-Mer. Cette station de radio doit dès lors être considérée comme une radio locale.
À la suite du rachat de la radio Ouï FM en mai 2019, par le groupe 1981, La Radio de la Mer disparaît définitivement de la bande FM et d'internet (diffusion passive de la radio Ouï Fm, sur les 2 fréquences restantes. Fermeture du site internet).

## Identité visuelle (logo)

Ancien logo de La radio de la mer
Ancien logo de La Radio de la Mer de 2011 à 2014
Logo de la Radio de la Mer depuis 2014

## Liste des fréquences
La liste complète des fréquences de La Radio de la Mer se trouve sur le site web du CSA. Les fréquences ont été abrogées en février 2015. Dans l'attente de fin de validité des fréquences (12 mai 2017), La Radio de La Mer, diffuse toujours via "le programme Ouï FM", sauf aux Sables d'Olonne ou son autorisation n'a pas été renouvelée en passif.
| Ville               | Département | Fréquence | Remarque                                                                                        |
| ------------------- | ----------- | --------- | ----------------------------------------------------------------------------------------------- |
| Brest               | 29          | 90.5      | Actuellement diffusion de Ouï FM en passif (depuis fin 2016)                                    |
| Granville           | 50          | 88.4      | Actuellement diffusion de Ouï FM en passif (depuis 2017)                                        |
| Cherbourg           | 50          | 103.5     | Actuellement diffusion de Ouï FM en passif (depuis 2017)                                        |
| Lorient             | 56          | 92.7      | Actuellement diffusion de Ouï FM en passif (depuis début 2017)                                  |
| Dunkerque           | 59          | 90.7      | Actuellement diffusion du programme de La Radio de La Mer. En attente d'un appel à candidature. |
| Boulogne-sur-Mer    | 62          | 105.0     | Actuellement diffusion du programme de La Radio de La Mer. En attente d'un appel à candidature. |
| Fecamp              | 76          | 102.9     | Actuellement diffusion de Ouï FM en passif (depuis 2017)                                        |
| Les Sables-d'Olonne | 85          | 106.9     | Diffusion arrêtée. "RCA" remplace Ouï FM/La Radio de La Mer                                     |